# Weresocz (stacja kolejowa)
Weresocz (ukr. Вересоч) – stacja kolejowa w miejscowości Weresocz, w rejonie czernihowskim, w obwodzie czernihowskim, na Ukrainie. Położona jest na linii Czernihów – Niżyn.